# Таміка строката
Та́міка строката (Cisticola natalensis) — вид горобцеподібних птахів родини тамікових (Cisticolidae). Мешкає в Субсахарській Африці.

## Опис
Довжина птаха становить 15 см. Верхня частина тіла сірувато-коричнева, спина і крила поцятковані чорними смужками. Крила каштанові. Нижня частина тіла білувата, хвіст широкий, зі світлим кінцем. Дзьоб короткий, темний.

## Підвиди
Виділяють вісім підвидів:
- C. n. strangei (Fraser, 1843) — від Сенегалу до заходу Південного Судану, Уганди, західної і центральної Кенії і північної Танзанії;
- C. n. inexpectatus Neumann, 1906 — центральная Ефіопія;
- C. n. argenteus Reichenow, 1905 — південна Ефіопія, північна Кенія і південь Сомалі;
- C. n. tonga Lynes, 1930 — південь Судану;
- C. n. katanga Lynes, 1930 — від північно-східної Анголи до південно-західної Танзанії і півночі Малаві;
- C. n. huambo Lynes, 1930 — західна і центральна Ангола;
- C. n. natalensis (Smith, A, 1843) — від південно-східної Кенії, центральної і східної Танзанії до східної Замбії, Малаві і сходу ПАР;
- C. n. holubii (Pelzeln, 1882) — південно-західна Замбія, північно-східна Ботсвана, захід Зімбабве.

## Поширення і екологія
Строкаті таміки мешкають в різномінітних відкритих природних середовищах, зокрема в саванах, на луках, пасовищах, а також у водно-болотних угіддях, на заплавних луках і болотах.

## Поведінка
Гніздо кулеподібне з бічним входом, робиться з живого листя, яке скріплюється павутинням і пухом. В кладці 2-4 яйця.